# Пулау-Палаван
у
Пулау Палаван, також відомий як острів Палаван, є острівом у формі туфельки, який розташований недалеко від південно-західного узбережжя Сентози, на південь від Сінгапуру . Він розташований приблизно навпроти пляжної станції монорейкової системи Sentosa Express, яка знаходиться між пляжами Сілосо та Палаван. Палаван, швидше за все, є варіантом малайського слова pahlawan, що означає «герой» або «воїн».  
Острів, який спочатку був рифом, який був відомий як Серембу Палаван  і позначений принаймні на одній карті як «Палаванський риф», після меліорації був перейменуваний на Палау Палаван. Тепер острів має площу, подібну до території Пулау Біола - це близько 0,4 га.

## Плутанина з "Островом Палаван" та островом біля пляжу Палаван

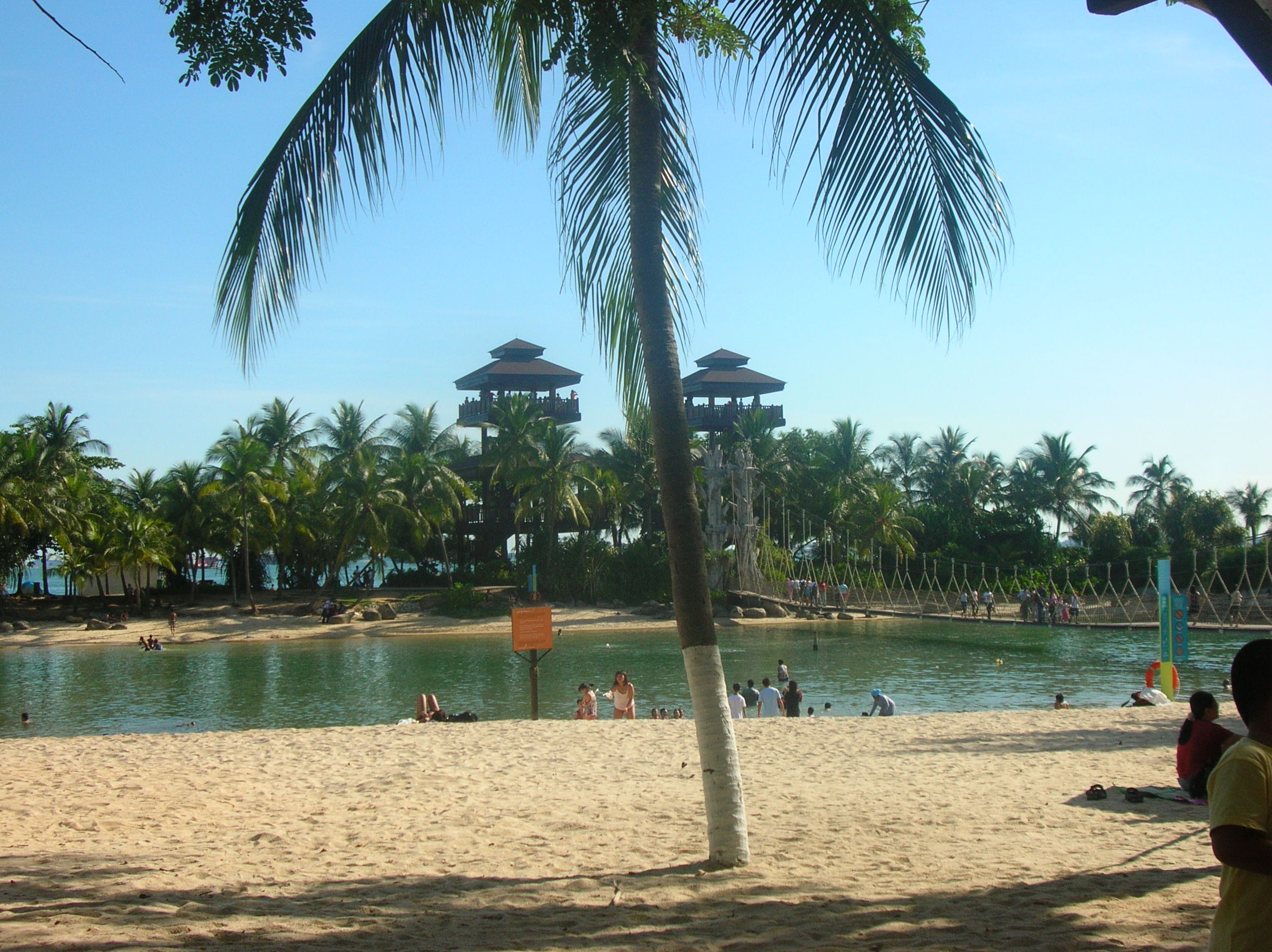
Безіменний острівець, що з’єднується з пляжем Палаван підвісним мостом

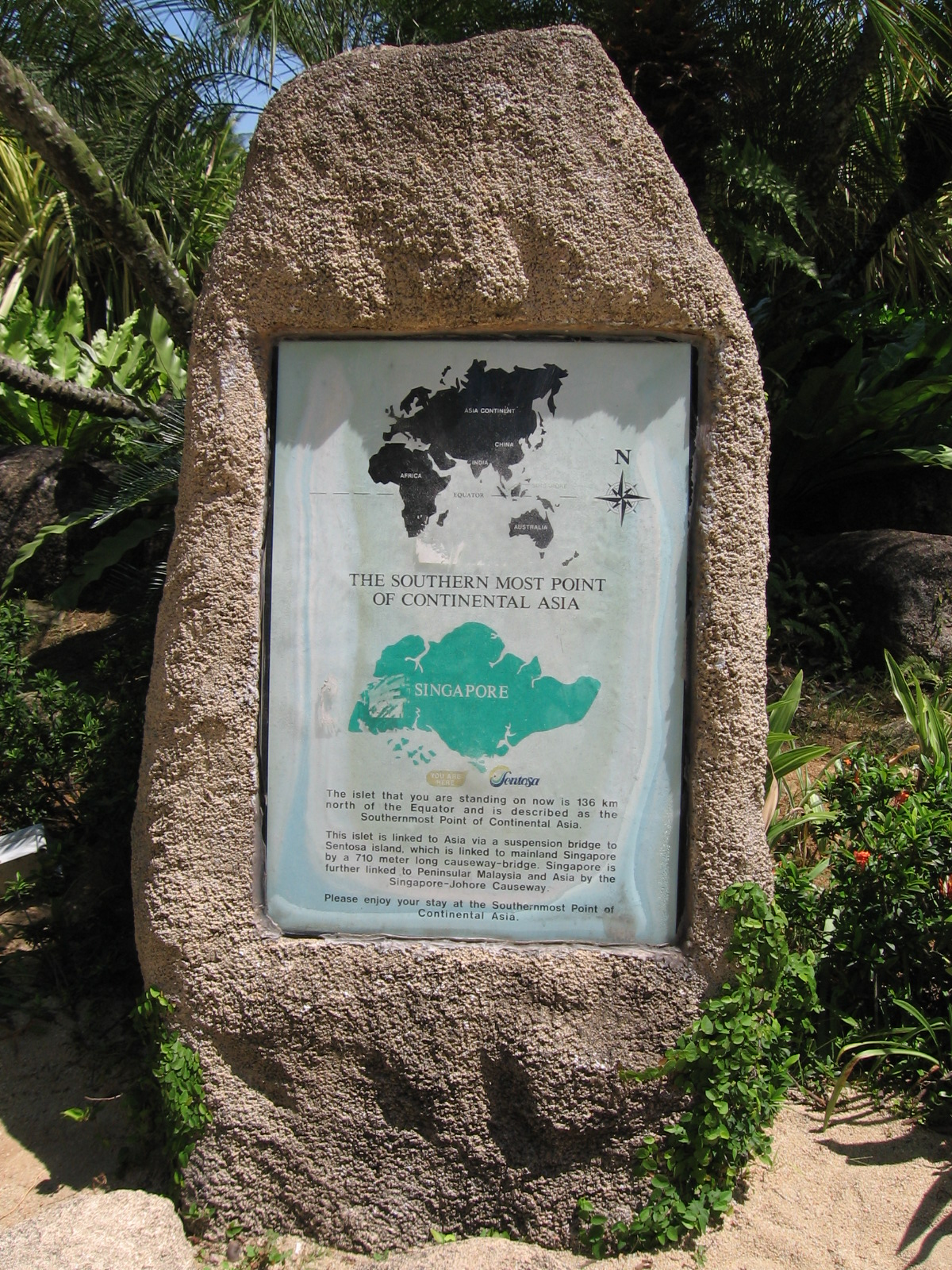
Знак, що острів є «найпівденнішою точкою континентальної Азії»

Пулау Палаван не слід плутати з U-подібним штучним піщаним острівцем, який на деяких картах називається «Острів Палаван» біля пляжу Палаван у Сентози. Цей острівець з'єднаний з пляжем Палаван простим підвісним мостом .  Він має дві оглядові вежі, а на острівці є табличка, встановлена корпорацією Sentosa Development Corporation, яка заявляє, що це «найпівденніша точка Континентальної Азії ». Але острів не є частиною континентальної Азії, оскільки він з’єднаний із Сентозою лише мостом. Сама Сентоза з’єднана дамбою з головним островом Сінгапур, а Сінгапур, у свою чергу, з’єднаний дамбою з півостровом Малайзія . Крім того, інший пляж на острові Сентоза під назвою Tanjong Beach знаходиться південніше острова.

## Дивіться також
- Географія Сінгапуру